# Biała (Legnica)
Pour les articles homonymes, voir Biała.
Biała est une localité polonaise de la gmina de Chojnów, située dans le powiat de Legnica en voïvodie de Basse-Silésie.